# Чапля (пам'ятка природи)
Ча́пля — зоологічна пам'ятка природи місцевого значення в Україні. Об'єкт розташований на території Камінь-Каширського району Волинської області, ДП «Камінь-Каширське ЛГ», Добренське лісництво, кв. 17, вид. 66, 67, 68, за 4 км на північний захід від с. Добре.
Площа — 5,3 га, статус отриманий у 1972 році.
Охороняється ділянка лісу, де зростає дуб звичайний (Quercus robur) із домішкою берези повислої (Betula pendula) віком близько 50 років, у підліску - ліщина звичайна (Corylus avellana) та крушина ламка (Frangula alnus). На території пам'ятки мешкає колонія чаплі сірої (Ardea cinerea) – виду, занесеного до Червоного списку МСОП.
На південь від пам'ятки розташований ландшафтний заказник місцевого значення Сірче.

## Галерея

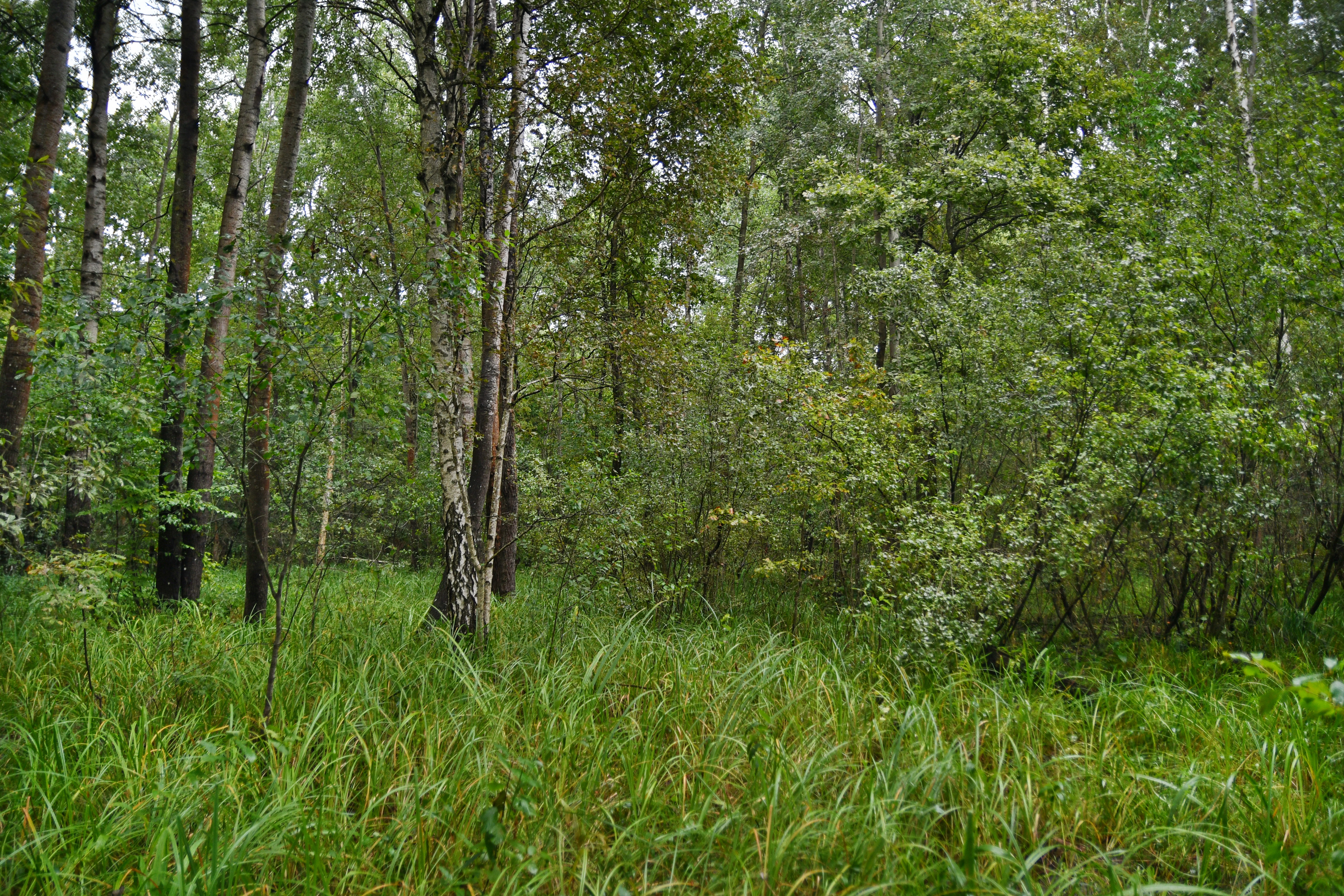
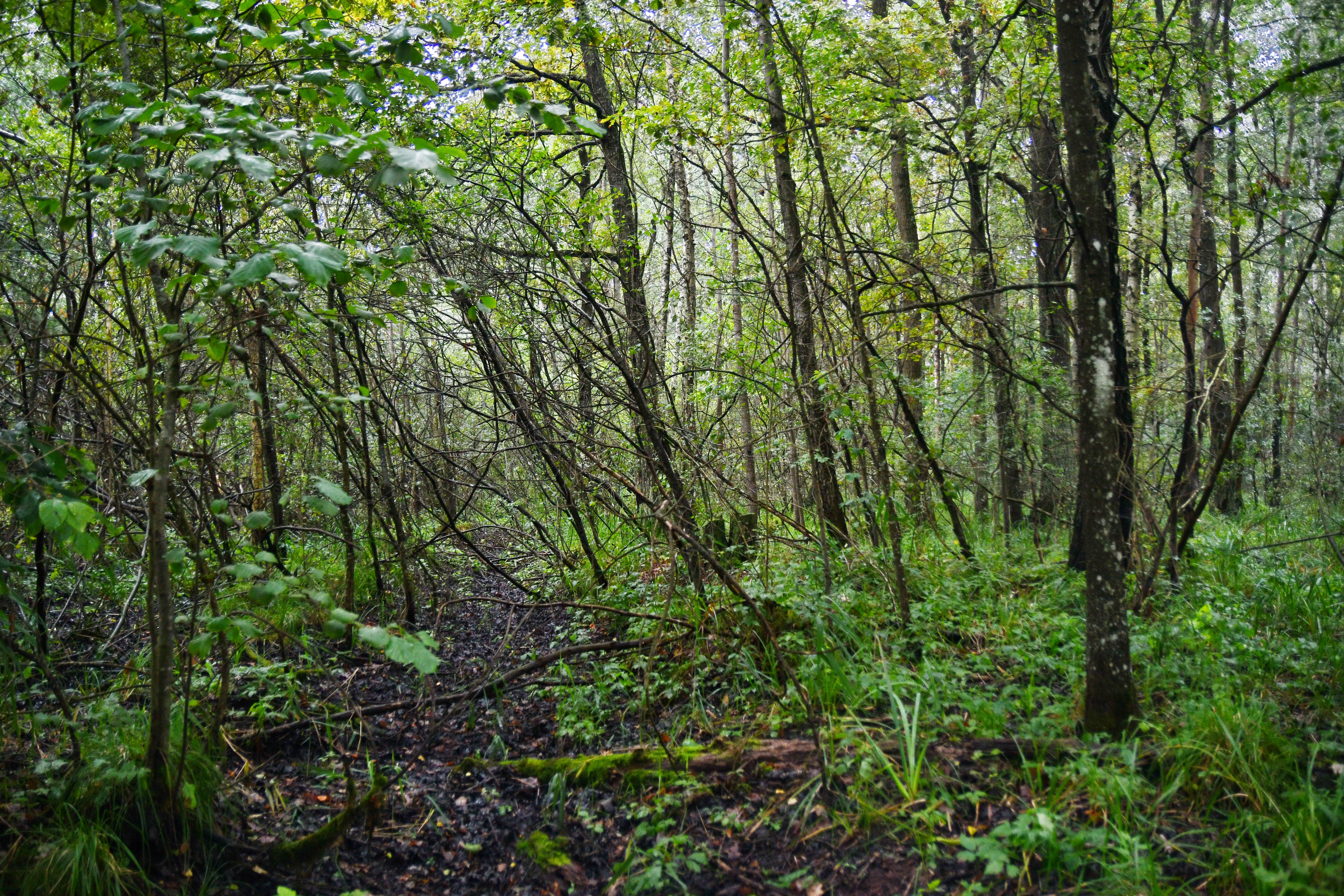
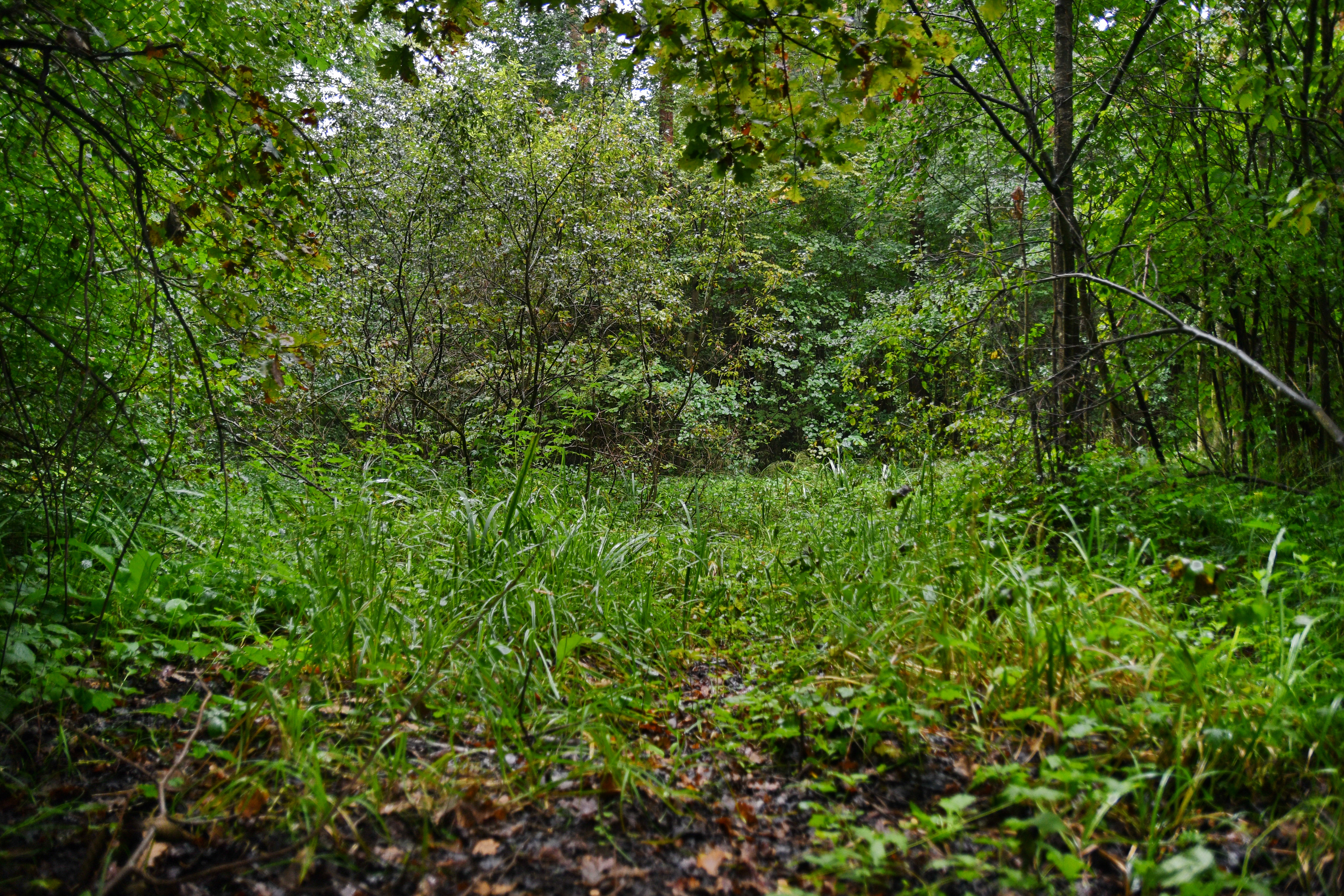